# Григорий Остер
Григо́рий Бенцио́нович О́стер е руски сценарист, телевизионен водещ, драматург и писател, автор на произведения в жанровете детска литература и драма,. Писал е и под ранния си псевдоним Остьор (Остёр).

## Биография и творчество
Григорий Остер е роден на 27 ноември 1947 г. в Одеса, УССР, СССР, в семейството на пристанищен механик. Скоро семейството му се мести в Ялта. На 16 години започва да пише поезия. Завършва гимназия през 1966 г.
Постъпва в Северноморския флот на Колския полуостров, където работи във флотския театър, във вестник „На страже Заполярья“ и в Мурманското литературно обединение. През 1970 г. постъпва в Литературния институт на Москва, където учи задочно драматургия в продължение на 12 години.
Първият му сборник със стихове „Время твоё“, които е писал в Ялта, е публикуван през 1974 г. Първата му книга за деца „Как хорошо дарить подарки“ е публикувана в Мурманск през 1975 г.
Докато учи в Литературния институт, се насочва към писането на детски пиеси и на сценарии за детски анимационни филми, някои от които стават особено популярни.
След дипломирането си продължава да работи като детски писател и сценарист. Неговите произведения значително разширяват канона на детската литература и се радват на читателски интерес. В тях комбинира традицията в детската литература с постмодернизма на съвременния свят в своя литературен стил – фантазия на трансформацията, комични и абсурдни ситуации, нонсенс, хипербола и изобретателен език.
През 2004 г. по предложение на Администрацията на президента на Русия разработва сайта „Президент России гражданам школьного возраста“. От 2008 г. заедно с певицата Глюкоза води телевизионната игра „Детские шалости“.
През 1993 г. получава наградата „Золотой Остап“, през 2002 г. е удостоен в Държавната премия на Русия. Получава също званието „Заслужил деятел на изкуството“ (2007) и литературната награда „Корней Чуковски“ (2012).
Член е на Обществения съвет на Руския еврейски конгрес.
Има 4 брака и 5 деца. Григорий Остер живее със семейството си в Москва.

## Произведения
- Время твое (1974) – поезия
- Как хорошо дарить подарки (1975)
- Котенок по имени Гав (1976, 1978, 1979, 1980)
Котенцето Джаф, изд.: Български художник, София (1979), прев. Желязка Купенова
- 38 попугаев (1978)
- Петька-микроб (1979)
- Легенды и мифы Лаврового переулка (1980)
- Мальчик и девочка (1981)
- Зарядка для хвоста (1982)
Гимнастика за опашката, изд.: ИК „Отечество“, София (1987), прев. Жела Георгиева
- Гирлянда из малышей (1985)
- Осторожно, обезьянки! (1987)
- Как Гусёнок потерялся (1988)
- Он попался (1988)
- Попался, который кусался (1989)
- Таинственная пропажа (1989)
- Сказка с подробностями (1989)
- Как Гусёнок на Лису охотился (1991)
- Ненаглядное пособие по математике (1992)
- Противные задачи (1992)
- Вредные советы (1994)
- Вредные советы 2 (1994)
- Вредные советы 3 (1994)
- Остров Эскадо (1994)
- Гадание по рукам, ногам, ушам, спине и шее (1994)
- Задачник по математике (1995)
- Визгкультура или Прикольная качалка (1996)
- Воспитание взрослых (1999)
- Задачник по физике (2000)
- Прикольная анкета для врагов (2000)
- Папамамалогия (2001)
- Бабушка удава (2005)
- Нарушение правил этикета (2002)
- Вредные советы 4 (2006)
- Приключения Пифа (2008)
- Дикие и прирученные взрослые (2009)
- Домашние и одичавшие взрослые (2009)
- Книга о пище вкусной и здоровой женщины (2009)
- Не вредные советы. После свадьбы уже не заживет (2009)
- Жилищно-коммунальные вредные советы (2009)
- Дети и Эти (2011)
- Робинзон и тринадцать жадностей (2011)
- Вредные советы жуликам и ворам и борцам с коррупцией (2013)
- Школа ужасов (2016)